# Vaterlandslose Gesellen
Vaterlandslose Gesellen ist ein politisches Schlagwort bzw. Schimpfwort, das im Wilhelminismus aufkam und im deutschen Diskurs bis in die Gegenwart gebraucht wird, um missliebige Personen, Parteien, Religionsgemeinschaften oder auch Unternehmen mit dem Vorwurf mangelnder Vaterlandsliebe zu diffamieren.
Der Ausdruck wird gemeinhin auf Kaiser Wilhelm II. zurückgeführt, der mit diesen Worten die Reichstagsmehrheit geschmäht haben soll, die 1897 gegen seinen Antrag gestimmt hatte, die deutsche Kriegsflotte erheblich zu vergrößern – also die Abgeordneten des Zentrums, der SPD sowie der Freisinnigen Volkspartei. In den folgenden Jahren, mindestens bis zum Beginn der Burgfriedenspolitik, waren zumeist die Sozialdemokraten gemeint, wenn von „vaterlandslosen Gesellen“ die Rede war, bisweilen aber auch der „Romtreue“ verdächtigte Katholiken, und in antisemitischen Publikationen häufiger auch die deutschen Juden.
Im 21. Jahrhundert kam der Begriff wieder in die Diskussion, als der Präsident des Deutschen Bundestages Wolfgang Thierse (SPD) in einem Interview die Ansicht äußerte, dass deutsche Unternehmen, die Arbeitsstellen ins Ausland verlagern,  „in gewissem Sinne vaterlandslose Gesellen“ seien. Seitdem wurde der Ausdruck häufiger auch in diesem Zusammenhang verwendet, zumeist richtet er sich aber wie schon im Kaiserreich gegen Personen und Parteien der politischen Linken.

## Begriffsgeschichte

### 19. und 20. Jahrhundert
Ludwig Thoma benutzte 1913 den Ausdruck „Vaterlandslose Gesellen“ als Titel für ein Gedicht in seiner Sammlung „Peter Schlemihl“. Darin kritisiert er den Unterschied zwischen Arm und Reich und kehrt das Bild der „Vaterlandslosen Gesellen“ um, indem er den Reichen vorwirft, für sie habe das Vaterland nur materielle Bedeutung. Diese Argumentation war als Abwehrrhetorik der Sozialdemokratie in den Jahren vor dem Ersten Weltkrieg sehr oft anzutreffen. Großen Rüstungskonzernen der Kaiserzeit wurde immer wieder vorgeworfen, dass sich hinter ihren patriotischen Bekenntnissen lediglich Gewinninteressen verbergen würden. Gleichzeitige Belieferung der deutschen und britischen Marine durch deutsche Unternehmen in der Zeit des Wettrüstens zwischen beiden Ländern bestätigten solche Anschuldigungen.
1930 veröffentlichte Adam Scharrer einen gleichnamigen Roman, dessen Untertitel Das erste Kriegsbuch eines Arbeiters lautete. Darin geht es vor allem um die proletarische „Heimatfront“, das Buch endet allerdings mit einer Revolution der Arbeiterklasse. Da der Roman als kommunistisch angesehen wurde, verschwand er – anders als in der DDR – im bundesrepublikanischen Nachkriegsdeutschland aus dem Kanon der Kriegsliteratur. Andere Autoren interpretieren den Text indes als Protestliteratur.

### 21. Jahrhundert
In einem Interview mit der Welt am Sonntag, für die Ausgabe vom 11. April 2004 benutzte Wolfgang Thierse den Ausdruck, in dem er über Unternehmen, die Arbeitsplätze ins Ausland verlagern, sagte: „Sie sind in gewissem Sinne vaterlandslose Gesellen, weil sie in einem Widerspruch leben.“ Bereits am 22. März 2004 hatte SPD-Generalsekretär Klaus Uwe Benneter dem Vorsitzenden der Deutschen Industrie- und Handelskammer (DIHK) Ludwig Georg Braun im MDR vorgeworfen, sich „vaterlandslos“ zu betätigen, nachdem Braun Unternehmen öffentlich empfohlen hatte, im Rahmen der EU-Osterweiterung Möglichkeiten der Internationalisierung und damit der Auslagerung von Arbeitsplätzen zu prüfen. Die verbalen Attacken fallen in die Zeit einer Patriotismus-Debatte in der Union, wobei Benneter und Thierse einigen deutschen Unternehmen oder Unternehmern mangelndes Verantwortungsgefühl gegenüber Deutschland und/oder den Deutschen vorwarfen. Damit ging der Gebrauch des Ausdrucks der ebenfalls kapitalismuskritischen Heuschreckendebatte voraus, die der damalige SPD-Vorsitzende Franz Müntefering im April 2005 auslöste.
Der Ausdruck, der nun wieder näher an seiner wörtlichen Bedeutung eingesetzt wird, verbreitete sich in der Folge auch in der Öffentlichkeit. Als der Allianz-Konzern ankündigte, 5.000 Stellen abzubauen, schimpfte auch der DGB-Vorsitzende Michael Sommer in einem Interview mit der Oldenburger Nordwest-Zeitung am 24. Juni 2006, es gebe in Deutschland Unternehmen, „die sich als vaterlandslose Gesellen herausstellen“.